# Estadio Segundo "Saitilla" Reynoso
El Estadio Segundo “Saitilla” Reynoso es un estadio de fútbol de Banda del Río Salí, Tucumán, Argentina. Es propiedad del Club Social y Deportivo Lastenia y se encuentra entre las calles Próspero Mena, Pisarrella, Mitre y Mendoza. También, el estadio es sede de los festejos de carnaval organizados por el club, que se realizan anualmente.

## Historia
El Club Social y Deportivo Lastenia fue fundado el 5 de febrero de 1920 como Club Instituto Lastenia por obreros del Ingenio Lastenia, y con apoyo del mismo. Originalmente jugaba periódicamente sus partidos en terrenos de la Compañía Azucarera Argentina, hasta que en 1924 el ingenio azucarero construyó el estadio a instancias de los dirigentes de la institución. Este estadio contaba con una tribuna de madera techada, alambrado olímpico y vestuarios.
En 1955 el club compró el predio del estadio a la Compañía Azucarera Argentina con la transferencia de Feliciano Sosa a San Martín de Tucumán. En los años 60 se construyó una tribuna de cemento, vestuarios nuevos y túneles para acceso de los jugadores a la cancha. Asimismo, con la fusión del equipo con el Club Social Lastenia, en 1969 se adquirió la pileta de natación, sede social y canchas de básquetbol, bowling y bochas. El estadio cuenta con una platea con butacas techadas y tribunas en sus 4 costados, además de iluminación artificial.